# Wassily Kandinsky
Wassily Wassilyevich Kandinsky, em russo:  Василий Кандинский (Moscou, 16 de dezembro de 1866 — Neuilly-sur-Seine, 13 de dezembro de 1944), foi um artista plástico russo, professor da Bauhaus e introdutor da abstração no campo das artes visuais. Apesar da origem russa, adquiriu a nacionalidade alemã em 1928 e a francesa em 1939.
A Kandinsky é normalmente creditado o pioneirismo na arte abstrata. Nascido em Moscou, passou boa parte da infância em Odessa, onde se formou na Grekov Odessa Art school. Bem sucedido na carreira do Direito, lhe ofereceram a cadeira de direito romano na Universidade de Tartu, hoje na Estônia. Começou seus estudos sobre arte com cerca de 30 anos de idade.
Em 1896, ele se estabeleceu em Munique, depois de estudar em uma escola privada e enfim conseguir se matricular na Academia de Belas Artes de Munique. Retornou a Moscou em 1914, após a eclosão da Primeira Guerra Mundial. Com a Revolução Russa, Kandinsky tornou-se um membro da administração cultural de Anatoly Lunacharsky e ajudou a criar o Museu da Cultura da Pintura. Quando seu estilo e modo de pensar bateram de frente com o materialismo argumentativo da sociedade soviética, Kandinsky aproveitou as oportunidades que surgiam na Alemanha, e retornou ao país em 1920.
Lecionou arte e arquitetura na tradicional escola de design, Bauhaus, de 1922 até o fechamento ordenado pelos nazistas em 1933. De lá, ele foi para a França, onde viveu até o fim da vida, tornando-se cidadão francês em 1939, produzindo grande parte de sua vasta obra. Morreu em Neuilly-sur-Seine, em 1944, aos 77 anos.

## Biografia

### Primeiros anos
Kandinsky nasceu na cidade de Moscou em 16 de dezembro de 1866 (4 de dezembro no calendário juliano, então em vigor na Rússia) Era filho de Lidia Ticheeva e Vasily Silvestrovich Kandinsky, um comerciante de chá. Uma de suas bisavós era uma Princesa Gantimurova, linhagem descendente do general Manchu Gantimur ou Gantömör, da Mongólia. Foi tio do filósofo Alexandre Kojève (1902-1968).
Seus pais também eram músicos, assim a arte esteve presente em sua vida desde o início. Quando Kandinsky tinha cerca de 5 anos, o casal se separou, e ele se mudou para Odessa, hoje na Ucrânia, para morar com uma tia. Na casa dela aprendeu a tocar piano e violoncelo, além de estudar desenho com um professor particular. Ainda que amasse a pintura e desejasse continuar estudando arte, cedeu aos desejos da família e foi estudar Direito, na Universidade de Moscou, em 1886. Formou-se com honras e ganhou uma bolsa de estudos na área da etnografia.
Em 1889, como parte de um grupo de estudo etnográfico, viajou para a região de Vologda para estudar sua jurisprudência e religião criminais tradicionais. Muitos de seus primeiros trabalhos apresentam essa inspiração na arquitetura local, as cores das casas e das igrejas, o brilho das cores. Poucos anos mais tarde, ele ligaria a pintura com a composição musical, o que acabou lhe conferindo notoriedade.
| “ | A cor é o teclado, os olhos são as teclas, a alma é o piano com muitas cordas. O artista é a mão que toca, tocando uma tecla ou outra, para causar vibrações na alma. | ” |

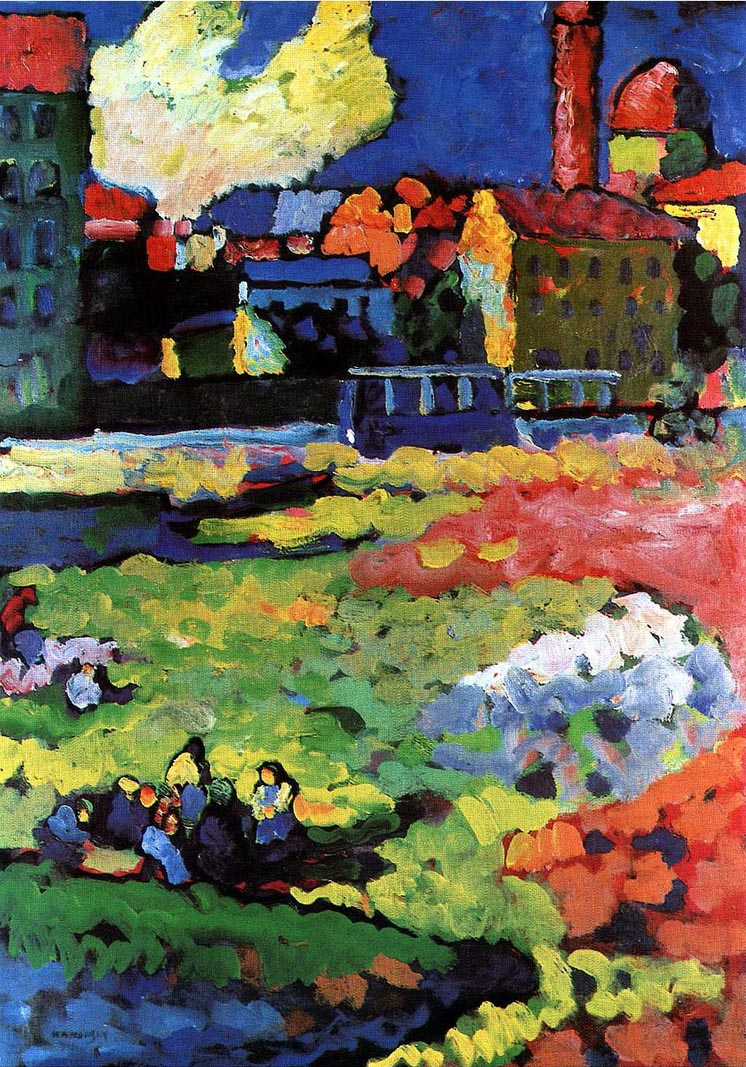
Um de seus primeiros trabalhos, Munich-Schwabing with the Church of St. Ursula (1908)

Em 1892, casou-se com sua prima Anna Chimyakina e assumiu um cargo na Faculdade de Direito de Moscou, gerenciando trabalhos de impressão de arte ao mesmo tempo. Em 1896, com 30 anos, Kandinsky abriu mão da carreira promissora no direito e se matriculou na Academia de Belas Artes de Munique. Como não tinha conseguido passar inicialmente no exame de admissão, começou a ter aulas por conta própria. No mesmo ano, antes de sair de Moscou, Kandinsky visitou uma exposição com obras de Monet, ficando impressionado com o estilo do pintor.

### Munique
A faculdade de artes costumava ser vista como um desafio quase insuperável para muitos, mas não para Kandinsky. Neste período, ele começa a se formar não apenas como pintor, mas também como um teórico das artes. Suas pinturas começam a se multiplicar. Primeiro as paisagens e cidades que usou como inspiração, usando de formas reconhecíveis e pinceladas variadas. Na maioria delas, não se via formas humanas, talvez com exceção de Sunday, Old Russia (1904), onde se vê coloridas figuras humanas, tanto nobres quando camponeses, junto ao muro da cidade. Nestas primeiras telas, é possível ver as influências do fauvismo e do pontilhismo e como Kandinsky se valia das cores de maneira subjetiva. Em maio de 1901, Kandinsky foi um dos fundadores da Sociedade Artística Phalanx e lecionou na escola fundada pouco tempo depois pela sociedade.
No verão de 1902, Kandinsky convidou sua aluna, Gabriele Münter, para ter aulas de pintura em um curso de verão nos Alpes, ao sul de Munique e um relacionamento amoroso com ela começou a partir daí. Gabriele Münter, que viria a ser sua companheira até 1917. Kandinsky separou-se de Anya Chimiakin em 1916. De 1906 a 1908, Kandinsky viajou pela Europa até se estabelecer na região da Baviera, na pequena cidade de Murnau.

### O início do abstracionismo
Na década de 1910, Kandinsky desenvolveu seus primeiros estudos não figurativos - sendo por isso considerado o primeiro pintor ocidental a produzir uma tela abstrata. Algumas das suas obras dessa época, a exemplo de "Murnau - Jardim 1" (1910) e "Grüngasse em Murnau" (1909), mostram a influência dos verões que Kandinsky passava em Murnau, notando-se um crescente abstracionismo nas suas paisagens. Outra influência nas suas pinturas foi a música do compositor Arnold Schönberg, com quem Kandinsky manteve correspondência entre 1911 e 1914.

### Primeira Guerra Mundial

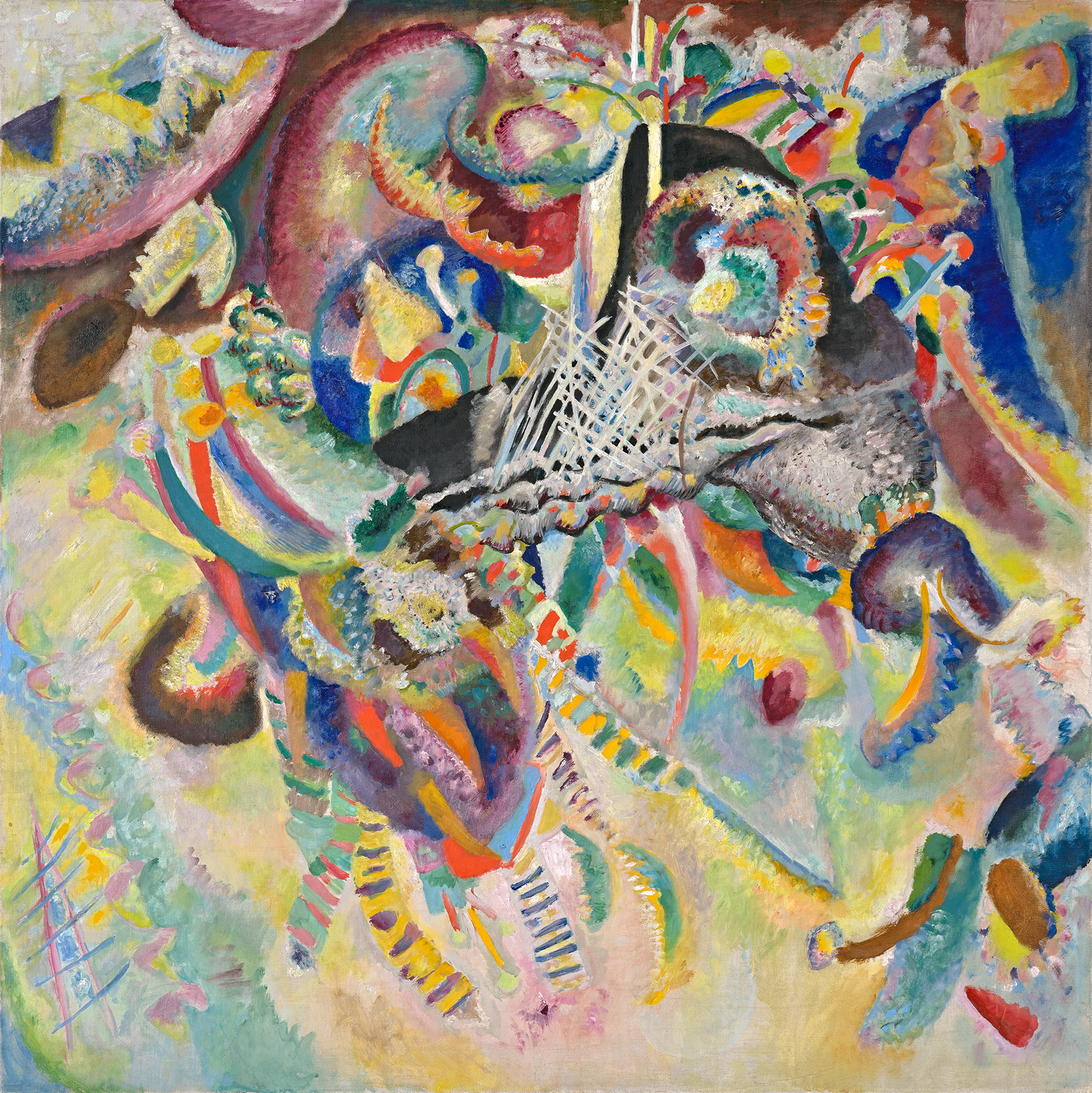
Fuga, Kandinsky, 1914, óleo sobre tela

Quando explode a Primeira Guerra Mundial, Kandinsky é forçado a abandonar a Alemanha, partindo para a Suíça, acompanhado por Gabriele Münter em 3 de agosto de 1914, esperando que o conflito terminasse rapidamente. Quando isso não se concretizou, o artista voltou à Rússia, separando-se de Gabriele Münter, em 16 de novembro do mesmo ano. Aproveitando uma exposição em Estocolmo em 1916, Kandinsky permanece na Suécia, onde conhece a sua terceira companheira, a jovem russa Nina Andreievskaya (depois Nina Kandinsky), com quem se casou em 11 de fevereiro de 1917.
Com o advento da Revolução Russa, em 1917, ele volta à Rússia, interessado e esperançoso com os rumos do país. Com o fim da censura czarista, os artistas de vários segmentos viram as artes florescendo neste momento pós-revolução. Tornou-se um membro ativo da administração cultural de Anatoly Lunacharsky e ajudou a criar o Instituto de Cultura Artística, em Moscou, do qual foi o primeiro diretor. De 1918 a 1921, foi ativo na política cultural russa e colaborou para uma reforma nos museus e na educação artística. Pintou pouco neste período, devotado ao magistério.
Porém, por discordar da política cultural oficial que passa a orientar a produção artística russa e pelo choque de sua arte com a corrente vigente naquele momento na Rússia, Kandinsky retorna à Alemanha em 1921. No mesmo ano, foi convidado por Walter Gropius para lecionar na Bauhaus.

### A Bauhaus (1922–1933)
Em maio de 1922, esteve no Congresso Internacional de Artistas Progressistas, em Düsseldorf. Na Bauhaus, lecionou desenho básico para os calouros e teoria avançada para os veteranos. Deu aulas de pintura e uma oficina na qual falou de sua teoria das corres com elementos de psicologia.
O desenvolvimento de seus trabalhos sobre o estudo de formas, particularmente sobre pontos e formas de linhas, levou à publicação de seu segundo livro teórico (Point and Line to Plane) em 1926. Seus estudos dos efeitos das forças nas linhas retas, levando aos tons contrastantes das linhas curvas e angulares, coincidiram com a pesquisa dos psicólogos da Gestalt, cujo trabalho também foi discutido na Bauhaus. Os elementos geométricos assumiram uma importância cada vez maior no ensino e na pintura - particularmente no círculo, semicírculo, ângulo, linhas retas e curvas. Este período foi intensamente produtivo para Kandinsky.

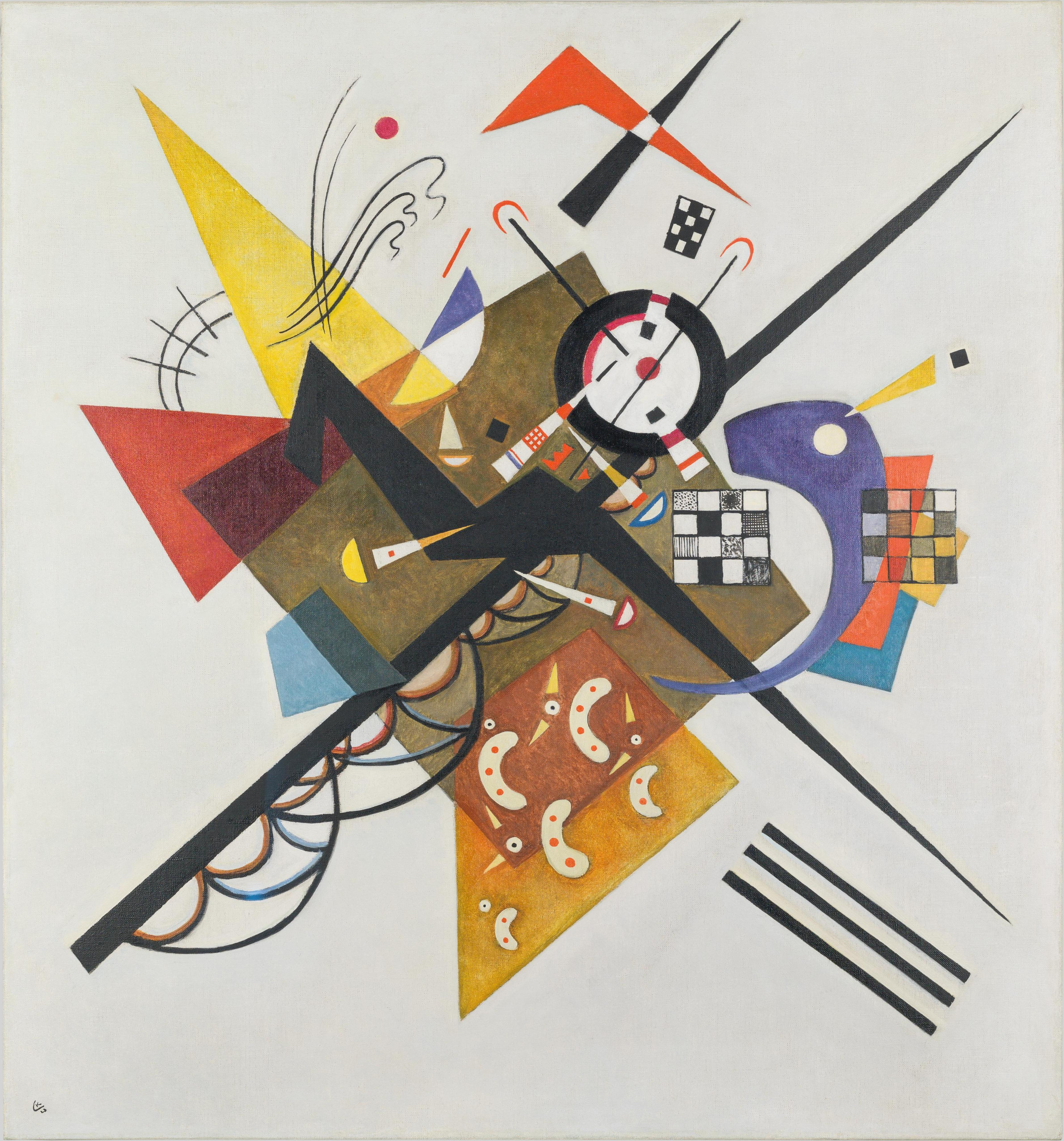
On White II, 1923

Kandinsky foi um dos Die Blaue Vier (Quatro Azuis), formado em 1923 com Paul Klee, Lyonel Feininger e Alexej von Jawlensky, que lecionou e expôs obras nos Estados Unidos, em 1924. O avanço da extrema-direita na Alemanha, com a ascensão do Nazismo, começou a influenciar nos trabalhos da Bauhaus. Muitos professores foram obrigados a deixar seus cargos e sair do país. Sua arte foi confiscada pelos nazistas e exposta na infame exposição de "Arte Degenerada", de 1937, sendo depois destruída. Em 1933, a Bauhaus é fechada pelos nazistas e Kandinsky seguiu para a França, onde se estabeleceu em Paris.

### Paris (1934–1944)
Morando em um apartamento em Paris, Kandinsky pintava em um estúdio na sua sala de estar. Formas biomórficas com contornos flexíveis e não geométricos aparecem em suas pinturas neste período, formas que sugerem organismos microscópicos, mas que expressam a vida interior do artista. Kandinsky usou composições de cores originais, evocando a arte popular eslava. Ocasionalmente, também misturava areia com tinta para dar uma textura granular e rústica às suas pinturas.
Este é um período que apresenta uma síntese entre os trabalhos anteriores de Kandinsky, onde usou todos os materiais, enriquecendo-os. De 1936 a 1939, pintou suas duas maiores composições, telas altamente elaboradas. Composição IX possui diagonais poderosas e altamente contrastadas, cuja forma central dá a impressão de um embrião no útero. Pequenos quadrados de cores e faixas coloridas destacam-se contra o fundo preto da 'Composição X' como fragmentos de estrela (ou filamentos solares), enquanto enigmáticos hieróglifos com tons pastel cobrem um grande marrom massa que parece flutuar no canto superior esquerdo da tela. No trabalho de Kandinsky, algumas características são óbvias, enquanto certos toques são mais discretos e velados; eles se revelam apenas progressivamente para aqueles que aprofundam sua conexão com o trabalho dele.

## Últimos anos
Sua produção artística na França é intensa. Esteve em contato com vários artistas da época, fazendo parte do chamado "trio sagrado" da abstração, junto de Piet Mondrian e Kasimir Malevich. Em 1939, Kandinsky ganha a cidadania francesa. Viver na França não era fácil. Suas telas vendiam pouco e Kandinsky logo ficou deprimido. Com a eclosão da Segunda Guerra Mundial, o casal decidiu não deixar Paris. A ocupação da cidade pelos nazistas não afetou o trabalho de Kandinsky, que passeava e escrevia diariamente até julho de 1944. Com Nina, Kandinsky teve um filho, Vsevolod Kandinsky, nascido em 1917 e falecido em 1920 devido a uma infecção e à desnutrição.

## Morte
Em 13 de dezembro de 1944, no último dia da Batalha de Metz, Kandinsky teve um acidente vascular cerebral, e morreu em Neuilly-sur-Seine, aos 77 anos. Ele foi sepultado no Cimetière ancien de Neuilly-sur-Seine. Nina se recusou a vender as telas do marido e permaneceu em Paris com o fim da guerra. Vendeu algumas telas para vários museus e organizou várias exposições sobre a vida e obra de Kandinsky. Em 1973, publicou um livro de memórias, Kandinsky and me. Por volta dessa época, mudou-se para um chalé na Suíça e em 2 de setembro de 1980, sua casa foi assaltada, onde levaram todas as joias. Nina Kandinsky foi morta na ação e os assassinos nunca foram pegos.

### Períodos artísticos
A criação de Kandinsky de trabalhos puramente abstratos seguiu um longo período de intenso desenvolvimento e amadurecimento do pensamento teórico baseado nas suas experiências pessoais artísticas. Chamou a esta devoção como beleza interior, fervor de espírito e uma necessidade funda de desejo espiritual, que foi o aspecto principal da sua arte.
Kandinsky aprendeu através de diversos recursos durante a sua juventude em Moscovo. Mais tarde na sua vida ele seria lembrado como sendo fascinado e estimulado pela cor como uma criança. O fascínio pelo simbolismo e psicologia da cor continuaram durante o seu crescimento, apesar de parecer nunca ter estudado arte. Em “Looks on the Past” ele relata que as casas e as igrejas eram decoradas com cores tão brilhantes que, uma vez lá dentro, teve a impressão de se estar a mover dentro de uma tela pintada. A experiência e o seu estudo sobre a arte do povo na região, em particular o uso de cores brilhantes sobre fundo negro, refletiu-se nos seus trabalhos mais recentes. Anos mais tarde, ele relacionou o ato de pintar para criar música na maneira que mais tarde viesse a ser mais reconhecido e escreveu “As cores são a chave, os olhos o machado, a alma é o piano com as cordas”.
Ele foi similarmente influenciado durante este período pela ópera de Richard Wagner Lohengrin com a qual ele sentiu que quebrou os limites da música e da melodia além do lirismo tradicional.
Kandinsky foi igualmente espiritualmente influenciado por Helena Petrovna Blavatsky (1831- 1891), o mais importante exponente da Teosofia nos tempos modernos. A teoria teosófica solicitou que a criação é uma proporção geométrica, começando num único ponto. O aspecto criativo das formas é expressado por uma série descendente de círculos, triângulos e quadrados. Os livros de Kandinsky ecoam estes princípios básicos teosóficos.

### O Cavaleiro Azul

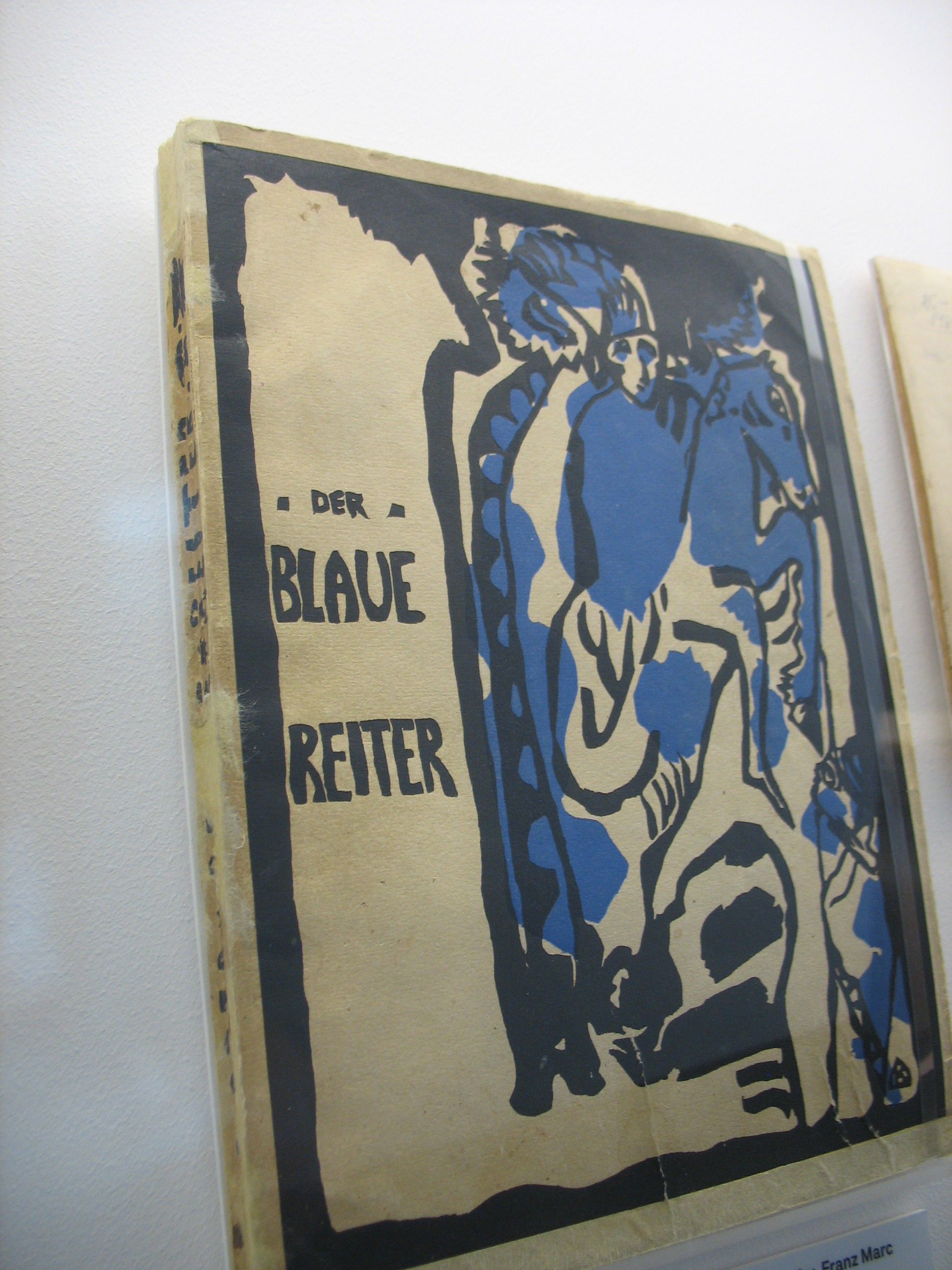
Almanaque Der Blaue Reiter de 1912, capa de autoria de Wassily Kandinsky.

As pinturas de Kandinsky do período em que fez parte do grupo Der Blaue Reiter ("O cavaleiro Azul") (1911-1914), foram compostas por massas coloridas largas e bastante expressivas, avaliadas independentemente a partir de formas e linhas que já não serviam para delimitá-las. Estas seriam sobrepostas numa forma bastante livre para formar pinturas duma força extraordinária.
A influência da música foi bastante importante no nascimento da arte abstrata, como sendo abstrata por natureza, este não tenta representar o mundo exterior mas antes para expressar, numa maneira imediata, os sentimentos interiores da alma humana. Kandinsky às vezes usava termos musicais para designar o seu trabalho; ele chamou a muitas das suas pinturas espontâneas “Improvisações”, e “Composições” a outras muito mais elaboradas e trabalhadas em comprimento, um termo que ressoou nele como um orador.
Além da pintura Kandinsky desenvolveu a sua opinião como um teórico da arte. De facto, a influência de Kandinsky na história da arte do ocidente talvez resulte mais dos seus trabalhos teóricos do que propriamente das suas pinturas.
Ao mesmo tempo que escrevia “Do espiritual na Arte”, Kandinsky escreveu o Almanaque do Cavaleiro Azul, que serviram tanto como defesa e promoção da arte abstracta, assim como uma prova de que todas as formas de arte eram igualmente capazes de alcançar o nível da espiritualidade. Ele acreditava que a cor podia ser usada numa pintura como uma coisa autónoma e distanciada de uma discrição visual de um objecto ou de uma qualquer forma.
Escreveu poemas, que seguem o mesmo raciocínio desta fase.

### O período de grande síntese (1934-1944)
Em Paris, Kandinsky estava bastante isolado, uma vez que a pintura abstracta - particularmente a pintura abstracta geométrica – não foi reconhecida, sendo as dos movimentos mais apreciados o Impressionismo e o Cubismo. Kandinsky viveu num pequeno apartamento e criou o seu trabalho num estúdio construído na sua sala de estar. Formas biomórficas com flexibilidade e contornos não geométricos apareceram nas suas pinturas; formas que sugerem organismos externamente microscópicos mas que expressam sempre a vida interior do artista. Ele usou a cor puras nas suas composições que evocavam a arte popular de Slavonic e que era similar a preciosos trabalhos de marca-de-água. Nas suas obras, ocasionalmente misturava também areia para dar a textura de granulado aos quadros.
Este período correspondeu, de facto, a uma vasta síntese do seu trabalho anterior, no quando ele usa todos os elementos, e até os enriquece. Em 1936 e 1939 ele pinta as suas duas últimas grandes composições; Lonas particularmente elaboradas e lentamente rasgadas que ele não produziu por muitos anos. Composição IX é uma pintura com umas diagonais poderosas de alto contraste e cuja forma central da a impressão de um embrião humano no ventre.
Os pequenos quadrados de cores e as faixas coloridas parecem projectar contra o fundo preto da Composição X, como fragmentos de estrelas ou filamentos, enquanto hieróglifos com tons de pastel obrem o grande plano marrom, que parece flutuar no canto esquerdo superior da lona.
No trabalho de Kandinsky, algumas características são óbvias, enquanto certos toques são mais discretos e velados; isto servia para dizer que eles se revelavam só progressivamente àqueles que fazem um esforço para aprofundar a sua conexão com o seu trabalho. Pretendeu que as suas formas fossem subtilmente harmonizadas e colocadas, para ressoar com a própria alma do observador.

### Poesia
Kandinsky também escreveu poemas brilhantes, abstratos, que fazem referência a cores e linhas, tais quais surgiam na percepção do artista. Sendo eminentemente vanguardistas, no entanto, seus poemas diferem de tudo quanto foi produzido por qualquer "ismo" em literatura ou poeta vanguardista conhecido, inclusive do trabalho poético de outros artistas predominantemente plásticos, tais como Picasso e Hans Arp, que tenderam a aderir, na escrita, a alguma vanguarda poética conhecida, como o Surrealismo.

## Galeria

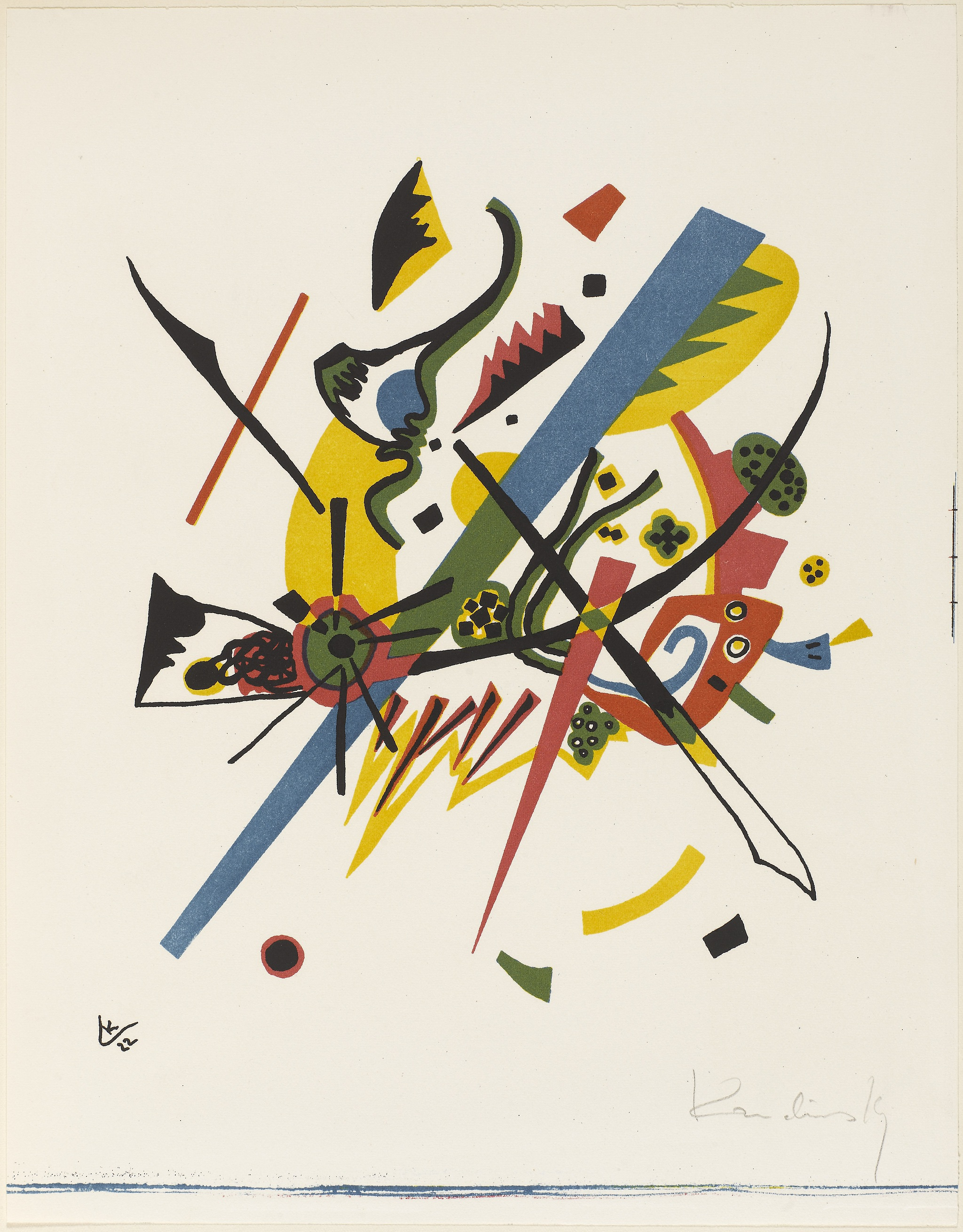
Small worlds I, 1922
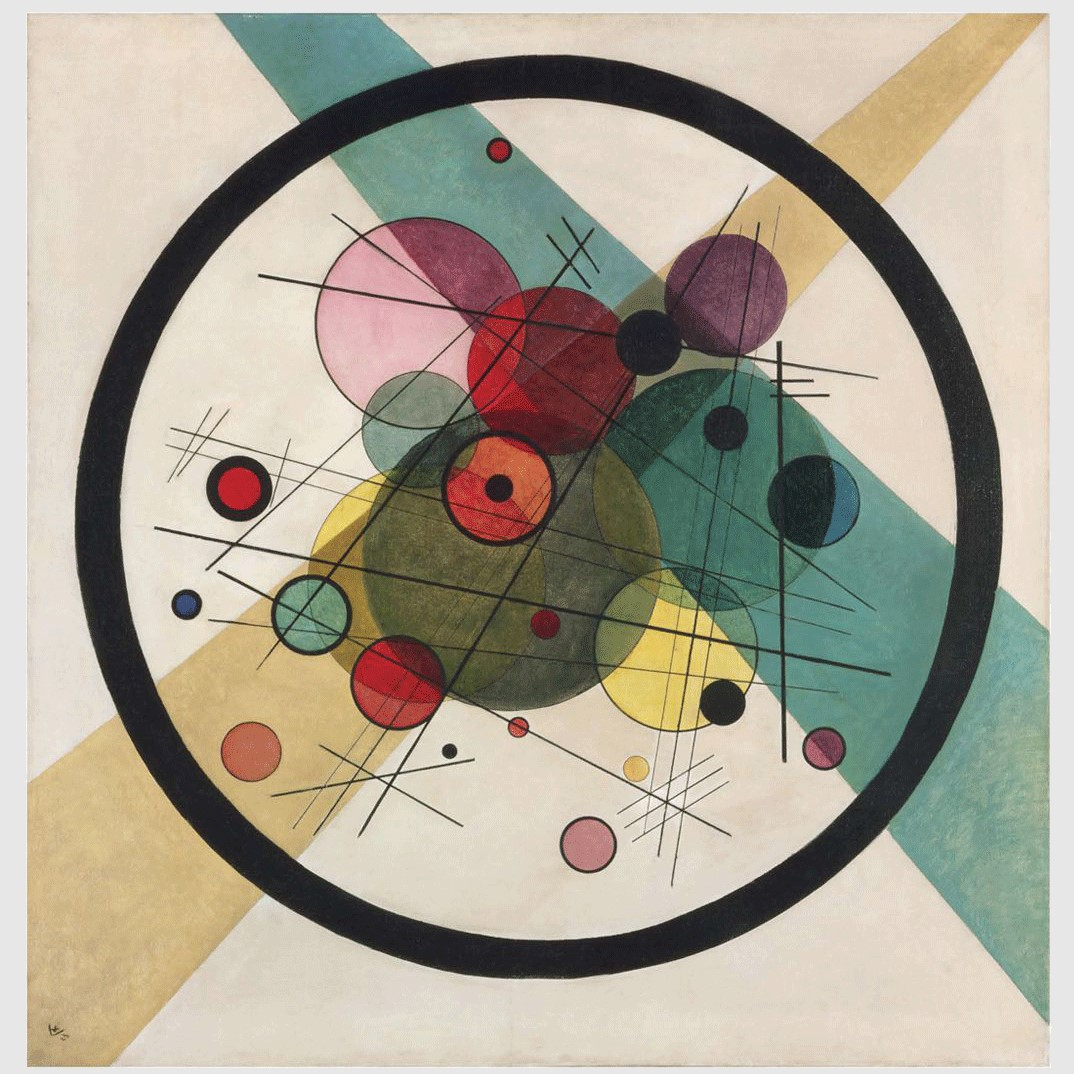
Circles in a Circle, 1923
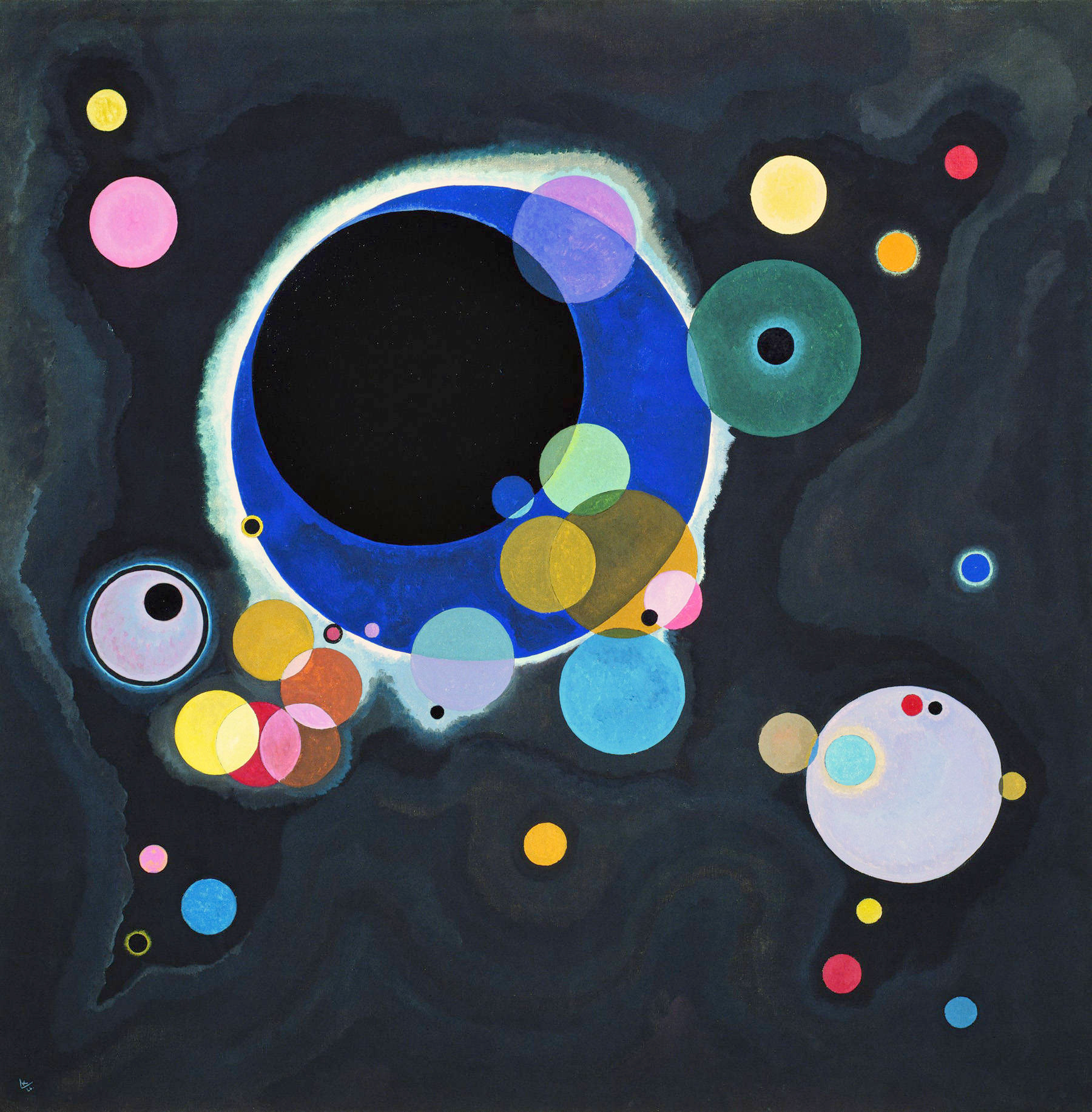
Several Circles, 1926
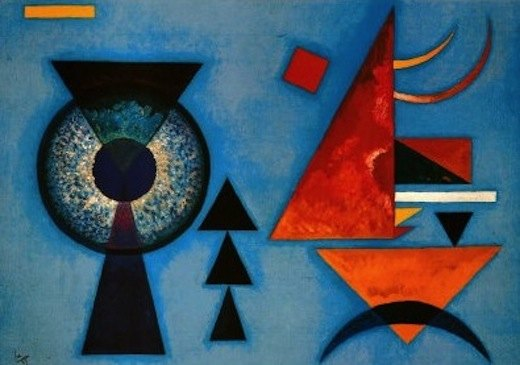
Soft Hard, 1927
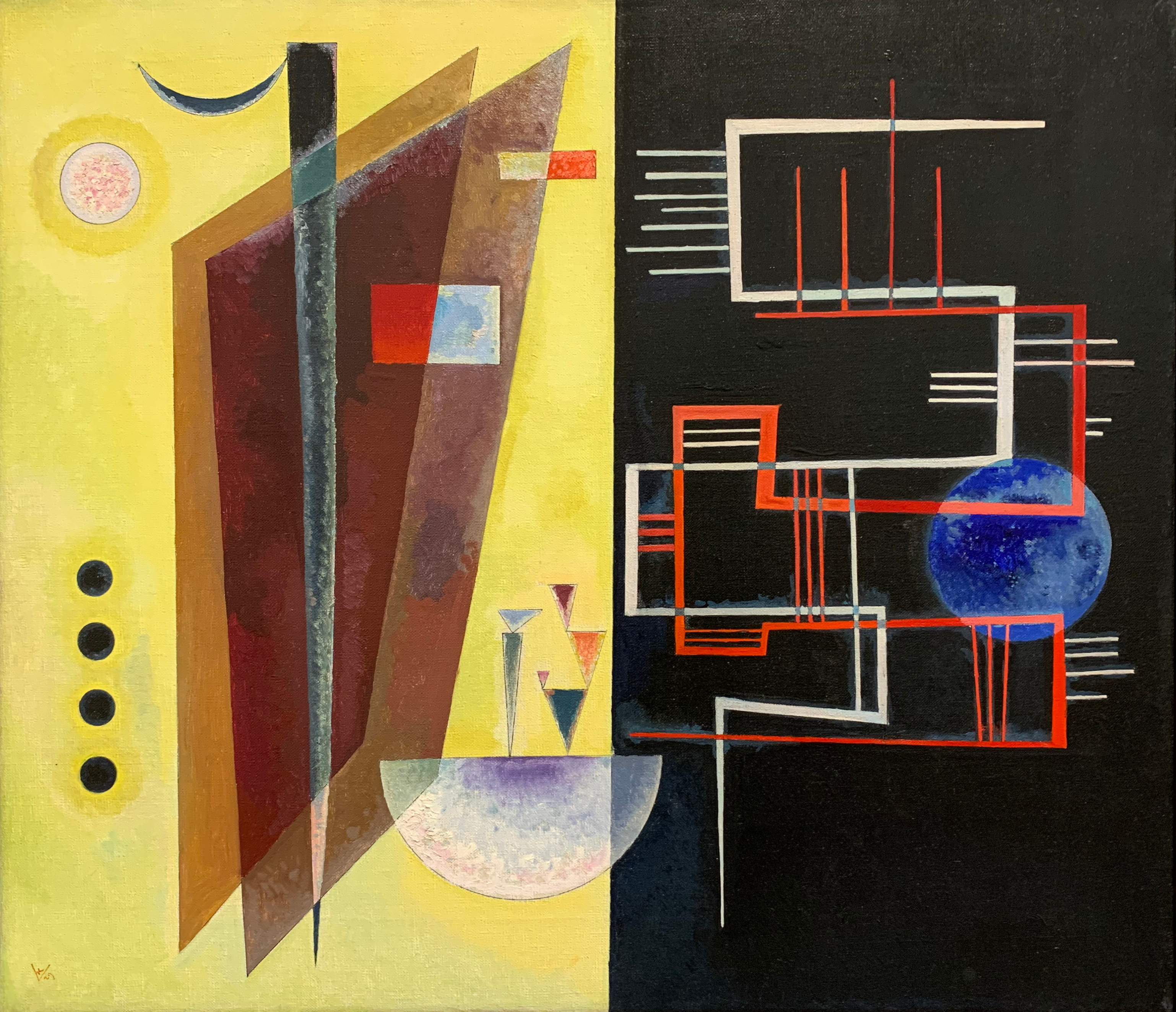
Inner Aliance, 1929

## Leilões
A obra Murnau mit Kirche II (Murnau com Igreja II), que foi roubada pelos Nazis foi vendida em 2023 pelo valor recorde de  37,2 milhões de libras.